# Ozuluama de Mascareñas (municipalité)
La municipalité d'Ozuluama de Mascareñas est l'une des 212 municipalités de l'État de Veracruz, et est située dans la partie nord de cet État. Située à l'ouest du golfe du Mexique, elle appartient à sa plaine côtière et est à cheval entre deux bassins versants, celui du fleuve Río Pánuco et celui d'un fleuve côtier alimentant la lagune de Tamiahua, dont elle est riveraine. Son chef-lieu est la ville éponyme d'Ozuluama de Mascareñas. Elle dépend de la région Huasteca Alta, du nom du peuple des Huaxtèques qui y est établi, et est une des 10 subdivisions administratives de l'État de Veracruz.

## Géographie

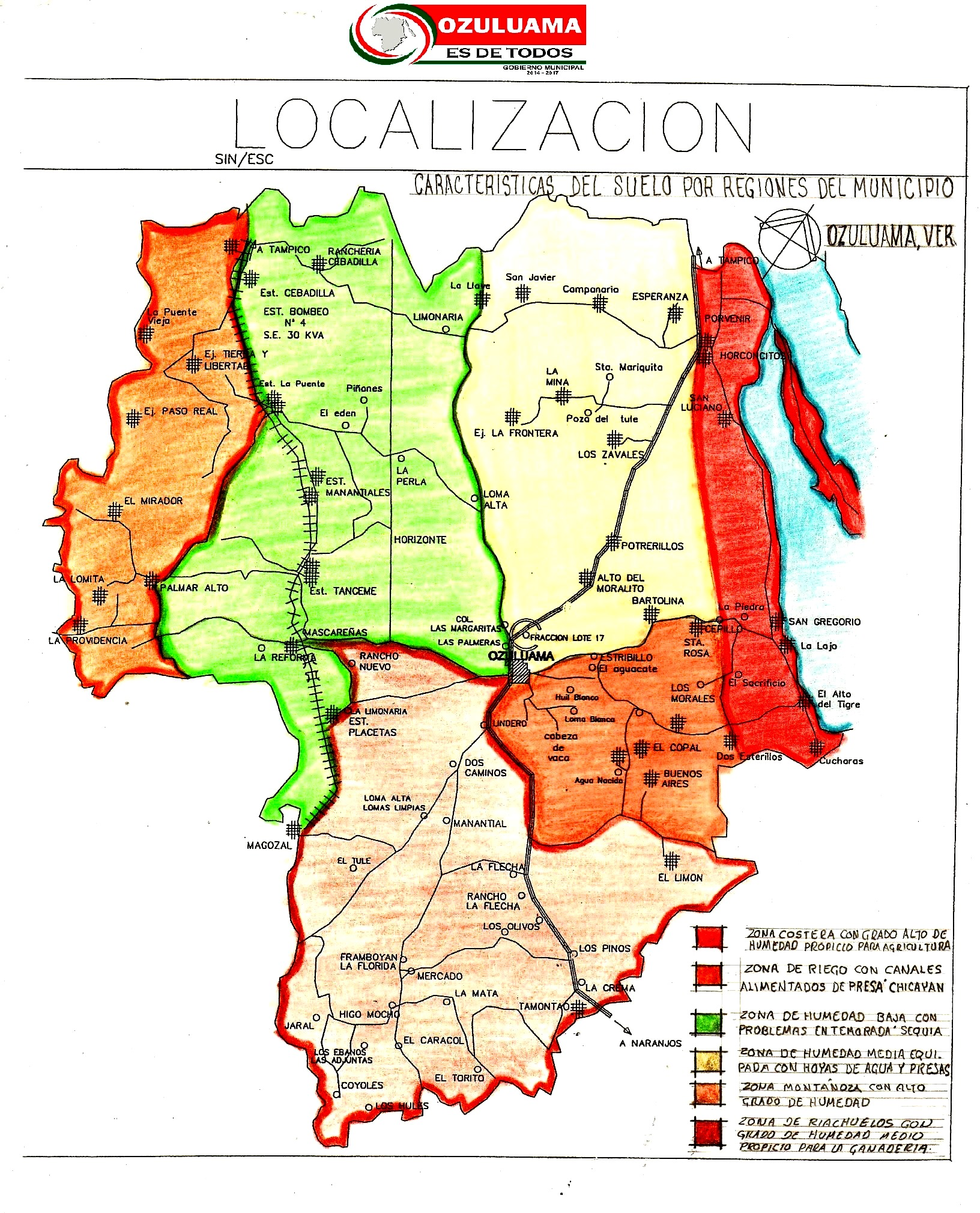
Carte de la municipalité

La municipalité d'Ozuluama de Mascareña fait face à l'est à la lagune de Tamiahua. Elle est limitée au sud par le fleuve côtier Río Cucharas, au sud-ouest par la rivière Escribanillo, et à l'ouest par le Río Chicayan, un affluent du fleuve Río Pánuco. Au sein de la lagune de Tamiahua, elle possède l'île Juan A. Ramirez. Son chef-lieu, Ozuluama de Mascareñas, est établie dans la partie centrale de son territoire, à distance de la côte. Son territoire couvre une superficie de 2391,11 km². Sa population était en 2020 de 22 756 habitants, pour une densité de 10,5 habitants par km².
Cette municipalité est limitrophe au nord de celle de Tampico Alto, à l'ouest de celles de Pánuco et de Tempoal, au sud-ouest de celles de Tantoyuca, Chontla et Citlaltépetl et au sud de Tantima, Tamalín et de Tamiahua.

## Composition et démographie
En plus de l'espagnol, plusieurs langues amérindiennes sont parlées dans la municipalité, dont les principales sont par ordre d'importance : le nahuatl, le huastèque, et dans une moindre mesure l'Otomí, le mazatèque, le totonaque et le chinantèque.

## Histoire
Le site du chef-lieu Ozuluama de Mascareñas est peuplé au moins dès le XVIe siècle, avec un peuplement huastèque.
Par décret du 6 septembre 1910, Ozuluama de Mascareñas est élevée au rang de ville (ciudad).
Le 20 août 1980, par décret, la municipalité a été nommée Ozuluama de Mascareñas, en l'honneur de Francisco Esteban Mascareñas.

## Économie
La municipalité possède plusieurs puits de pétrole, non encore exploités, mais gardés en réserve par la compagnie publique Pemex.